# 星屋和彦
星屋 和彦（ほしや かずひこ、1965年（昭和40年）7月23日 - ）は、日本の大蔵・財務官僚。国税庁課税部長、内閣官房行政改革推進本部事務局次長、第61代国税庁次長を経て、第91代東京国税局長。

## 来歴
静岡県で生まれる。
静岡県立韮山高等学校、東京大学法学部卒業後、1989年 大蔵省入省。
東大法学部在学中に国家公務員一種試験（法律）に合格。主税局調査課配属。
大臣官房調査企画課調査係長、1995年7月10日 巻税務署長。
1996年7月 内閣官房内閣内政審議室。1998年7月 国税庁長官官房人事課課長補佐。2000年7月 国際局総務課長補佐（企画）。2001年1月6日 財務省国際局総務課長補佐（企画）。同年7月 国際局地域協力課長補佐（調整一・二）。2002年7月 内閣府政策統括官（経済財政 - 運営担当）付参事官補佐（経済見通し担当）。2004年7月 国税庁長官官房総務課課長補佐。2006年7月 大臣官房企画官兼財務総合政策研究所研究部。2007年7月 大臣官房企画官兼大臣官房会計課。2008年7月 内閣法制局参事官。
その後は大阪国税局総務部長、国税庁課税部酒税課長、東京国税局総務部長、国税庁長官官房人事課長、国税庁長官官房総務課長、国税庁課税部長などを歴任。
2022年6月28日、国税庁次長。2024年7月5日、東京国税局長。2025年7月1日、辞職。